# Zbigniew Bujarski
Zbigniew Bujarski (Muszyna, 21 augustus 1933 – Krakau, 13 april 2018) was een Pools componist en muziekdocent. Bujarski is bekend als docent, decaan en hoogleraar aan de componistenschool te Krakau.

## Loopbaan
Bujarski studeerde orkestdirectie en compositie in de jaren 1955-1958 aan de Staatshogeschool voor Muziek in Krakau onder Stanisław Wiechowicz. In 1959-1961 werkte hij als redacteur voor de muziekuitgeverij PWM (Polskim Wydawnictwie Muzycznym) en in 1961-1967 was hij docent en artistiek directeur van het Staatssymfonieorkest (de latere Filharmonia Podkarpacka) in Rzeszów. Vanaf 1972 doceerde hij aan de faculteit Compositie, Dirigeren en Muziektheorie van het inmiddels in Muziekacademie Krakau omgedoopte instituut waaraan hij zelf was opgeleid, van 1978 tot 1986 als decaan en vanaf 1992 tot aan zijn pensioen in de positie van hoogleraar.
Bujarski, die ook kunstschilder was, stierf op 84-jarige leeftijd en ligt begraven in Muszyna.

## Werk
Bujarski heeft ongeveer 40 composities op zijn naam staan: onder meer diverse werken voor symfonieorkest en kamerensemble, een vioolconcert, een celloconcert (beide met strijkorkest), kamermuziek (waaronder vier strijkkwartetten), oratoria, cantates en andere koorwerken, en liederen. In zijn werk zijn diverse perioden te onderscheiden. Vanaf de jaren vijftig richtte hij zich - als aanhanger van het bij Poolse componisten populaire sonorisme van Penderecki - op verrijking van de klank met akoestische en elektronische technieken en op experimenten met microtonale kwarttoonverdeling. De climax en tevens de afsluiting hiervan was begin jaren 70 het oratorium El Hombre. Vervolgens richtte hij zich meer op kamermuziek en kreeg zijn muziek een introverter en intiemer karakter, zoals in 1977 zijn bekendste werk Musica domestica voor 18 strijkers, volgens de componist een verklanking van de ideale huiselijkheid. Hij streefde ernaar, bijvoorbeeld in zijn strijkkwartetten, een maximum aan expressie te bereiken met een minimum aan muzikale middelen, waarbij de muziek energiek blijft door voortdurende innerlijke bewegingen die scherpe kanten of snelle contrasten vermijden. Door de raadselachtigheid van de muziek en het ontbreken van herkenbare standaardstructuren doet Bujarski's muziek een voortdurend beroep op de aandacht van de luisteraar. Er is wel verband gelegd met het feit dat de componist tevens actief kunstschilder was.

## Werkenlijst
- 1958 - Krzewy płonące (Brandende struiken), drie liederen voor zangstem en piano of kamerensemble
- 1958 - Tryptyk (Drieluik) voor strijkorkest en slagwerk
- 1959 - Synchrony I voor sopraan en kamerensemble
- 1960 - Synchrony II voor sopraan, gemengd koor en symfonieorkest
- 1961 - Strefy voor orkest
- 1963 - Kinoth (rouwzang) voor kamerorkest
- 1963 - Kompozycja kameralna (Kamercompositie) voor zangstem, dwarsfluit, harp, piano en slagwerk (première: Warszawska Jesień festival, 1964)
- 1965 - Contraria (Tegenstellingen) voor symfonieorkest (première: Warszawska Jesień festival, 1974)
- 1969-1973 - El Hombre (De man), oratorium voor sopraan, mezzosopraan, bariton, koor en orkest (première: Warszawska Jesień festival, 1974)
- 1977 - Musica domestica (Huismuziek) voor 18 strijkinstrumenten
- 1979 - Concerto per archi voor viool en strijkorkest
- 1979 - Similis greco I voor symfonieorkest
- 1980 - Kwartet na otwarcie domu (strijkkwartet nr. 1)
- 1981 - Narodzenie voor gemengd koor en symfonieorkest
- 1981 - Veni creator spiritus voor orgel
- 1983 - Da Bóg nam kiedyś... voor bariton en piano op tekst van Jan Lechoń
- 1984 - Kwartet na Adwent (strijkkwartet nr. 2)
- 1987 - Ogrody, liedercyclus voor sopraan en orkest
- 1988 - Veni creator spiritus, versie voor symfonieorkest
- 1989 - Kwartet na Wielkanoc (strijkkwartet nr. 3)
- 1992 - Concerto per archi II voor cello en strijkorkest
- 1993 - Lęk ptaków voor viool, altviool en slagwerk
- 1993 - Scolaresca voor strijkorkest
- 1994 - Pawana dla "Oddalonej" voor strijkorkest
- 1994 - Lęk ptaków II voor twee klarinetten en slagwerk
- 1994-1996 - Pięć pieśni voor sopraan, strijkorkest en vibrafoon
- 1995 - Lęk ptaków III voor klarinet, basklarinet, viool, altviool en slagwerk
- 1996 - Cassazione per Natale voor blazersensemble en slagwerk
- 1996 - Per cello voor cellosolo
- 1997 - Lumen voor symfonieorkest
- 1998 - La danza per "Aukso" voor strijkorkest
- 1999 - Alleluja voor gemengd koor, strijkorkest, twee trompetten en slagwerk
- 2000 - Stabat Mater voor gemengd koort en symfonieorkest
- 2001 - Kwartet smyczkowy "Na jesien" (strijkkwartet nr. 4)
- 2001 - Bagatela voor strijkorkest
- 2001 - Orniphania (Angst voor vogels) voor cello en piano
- 2003 - Peirene voor symfonieorkest
- 2004 - Pieśni brzasku dnia voor mezzosopraan en strijkorkest
- 2004-2005 - Elegos voor cello en strijkorkest
- 2006 - Games voor blaasorkest

## Prijzen en onderscheidingen
- 1961 - onderscheiding op de jongerencompetitie van de Poolse Componistenunie voor Strefy.[2][4]
- 1964 - tweede prijs voor Kinoth in de Grzegorz Fitelberg Componistencompetitie in Katowice.[2][4]
- 1967 - onderscheiding voor Contraria (1965) een compositie voor symfonieorkest.[4]
- 1978 - tweede prijs voor Musica domestica (1977) op de UNESCO International Tribune of Composers in Parijs.[4]
- 1979 en 1987 - geëerd met een onderscheiding van de 2e graad door het Poolse ministerie van Cultuur en Kunst.[4]
- 1984 - onderscheiding vanuit de stad Krakau en laureaat van de Poolse Componistenunie.[4]
- 1991 - prijs vanuit de Alfred Jurzykowskistichting.[4]
- 2011 - zilveren medaille (Gloria Artis) voor Verdiensten voor de Cultuur vanuit het Ministerie van Cultuur en Nationaal Erfgoed.[4]